# Europäische Formel-3-Meisterschaft 2012
Die europäische Formel-3-Meisterschaft 2012 (offiziell FIA European Formula 3 Championship) war die elfte Saison der europäischen Formel-3-Meisterschaft und die erste seit 1984. Sie begann am 28. April auf dem Hockenheimring Baden-Württemberg und endete dort am 21. Oktober. Es wurden zehn Veranstaltungen mit je zwei Rennen veranstaltet.

## Hintergrund
Die einmalig ausgetragene FIA-Formel-3-Trophäe wurde zur Saison 2012 eingestellt und durch die europäische Formel-3-Meisterschaft ersetzt. Sämtliche Veranstaltungen der europäischen Formel-3-Meisterschaft gehörten entweder zur Formel-3-Euroserie oder der britischen Formel-3-Meisterschaft. Der Europameister erhielt als Prämie eine Testfahrt beim Formel-1-Rennstall Ferrari. Der zweite und dritte erhielt eine Testmöglichkeit in der DTM.
Punkteberechtigt waren alle Fahrer, die ein Formel-3-Fahrzeug der aktuellen Generation fuhren und in der Formel-3-Euroserie als reguläre Piloten antraten.

## Teams und Fahrer
Alle Teams und Fahrer verwendeten Reifen von Hankook.
| Team                                            | Auto # | Fahrer                 | Chassis      | Motor         | Rennwochenende | Quelle |
| ----------------------------------------------- | ------ | ---------------------- | ------------ | ------------- | -------------- | ------ |
| Prema Powerteam                                 | 01     | Daniel Juncadella      | Dallara F312 | Mercedes-Benz | 1, 3–5, 7–10   | [ 3 ]  |
| Prema Powerteam                                 | 96     | Daniel Juncadella      | Dallara F312 | Mercedes-Benz | 2, 6           | [ 3 ]  |
| Prema Powerteam                                 | 02     | Sven Müller            | Dallara F312 | Mercedes-Benz | 1, 3–5, 7–10   | [ 4 ]  |
| Prema Powerteam                                 | 97     | Sven Müller            | Dallara F312 | Mercedes-Benz | 2, 6           | [ 4 ]  |
| Prema Powerteam                                 | 14     | Michael Lewis          | Dallara F312 | Mercedes-Benz | 1, 3–5, 7–10   | [ 5 ]  |
| Prema Powerteam                                 | 98     | Michael Lewis          | Dallara F312 | Mercedes-Benz | 2, 6           | [ 5 ]  |
| Prema Powerteam                                 | 15     | Raffaele Marciello     | Dallara F312 | Mercedes-Benz | 1, 3–5, 7–10   | [ 6 ]  |
| Prema Powerteam                                 | 99     | Raffaele Marciello     | Dallara F312 | Mercedes-Benz | 2, 6           | [ 6 ]  |
| Mücke Motorsport                                | 05     | Felix Rosenqvist       | Dallara F312 | Mercedes-Benz | 1, 3–5, 7–10   | [ 7 ]  |
| Mücke Motorsport                                | 85     | Felix Rosenqvist       | Dallara F312 | Mercedes-Benz | 2, 6           | [ 7 ]  |
| Mücke Motorsport                                | 06     | Pascal Wehrlein        | Dallara F312 | Mercedes-Benz | 1, 3–5, 7–10   | [ 7 ]  |
| Mücke Motorsport                                | 86     | Pascal Wehrlein        | Dallara F312 | Mercedes-Benz | 2, 6           | [ 7 ]  |
| Jo Zeller Racing                                | 08     | Andrea Roda            | Dallara F312 | Mercedes-Benz | 1, 3–5, 7–10   | [ 8 ]  |
| Jo Zeller Racing                                | 90     | Andrea Roda            | Dallara F312 | Mercedes-Benz | 2, 6           | [ 8 ]  |
| URD Rennsport                                   | 09     | Lucas Wolf             | Dallara F312 | Mercedes-Benz | 1, 3–5, 7–10   | [ 9 ]  |
| URD Rennsport                                   | 94     | Lucas Wolf             | Dallara F312 | Mercedes-Benz | 6              | [ 9 ]  |
| GU-Racing                                       | 10     | Philip Ellis           | Dallara F312 | Mercedes-Benz | 1, 4–5         | [ 10 ] |
| Carlin                                          | 11     | William Buller         | Dallara F312 | Volkswagen    | 1, 3–5, 7–10   | [ 11 ] |
| Carlin                                          | 12     | Carlos Sainz jr.       | Dallara F312 | Volkswagen    | 1, 3–5, 7–10   | [ 11 ] |
| Carlin                                          | 31     | Carlos Sainz jr.       | Dallara F312 | Volkswagen    | 2, 6           | [ 11 ] |
| ma-con Motorsport                               | 16     | Tom Blomqvist          | Dallara F312 | Volkswagen    | 1, 3–5, 7–10   | [ 12 ] |
| ma-con Motorsport                               | 93     | Tom Blomqvist          | Dallara F312 | Volkswagen    | 2, 6           | [ 12 ] |
| ma-con Motorsport                               | 17     | Emil Bernstorff        | Dallara F312 | Volkswagen    | 1, 3–5, 7–10   | [ 13 ] |
| ma-con Motorsport                               | 92     | Emil Bernstorff        | Dallara F312 | Volkswagen    | 2, 6           | [ 13 ] |
| Angola Racing Team                              | 23     | Luís Sá Silva          | Dallara F312 | Mercedes-Benz | 1, 3–5, 7–10   | [ 14 ] |
| Angola Racing Team                              | 95     | Luís Sá Silva          | Dallara F312 | Mercedes-Benz | 6              | [ 14 ] |
| Fahrer, die nicht in die punkteberechtigt waren |        |                        |              |               |                |        |
| Carlin                                          | 71     | Richard Bradley        | Dallara F312 | Volkswagen    | 6              |        |
| Carlin                                          | 02     | Pietro Fantin          | Dallara F312 | Volkswagen    | 2, 6           | [ 15 ] |
| Carlin                                          | 40     | Pietro Fantin          | Dallara F312 | Volkswagen    | 5              | [ 15 ] |
| Carlin                                          | 01     | Jack Harvey            | Dallara F312 | Volkswagen    | 2, 6           | [ 15 ] |
| Carlin                                          | 39     | Jack Harvey            | Dallara F312 | Volkswagen    | 5              | [ 15 ] |
| Carlin                                          | 22     | Jazeman Jaafar         | Dallara F312 | Volkswagen    | 2, 6           | [ 15 ] |
| Carlin                                          | 34     | Jazeman Jaafar         | Dallara F312 | Volkswagen    | 3–5, 7         | [ 15 ] |
| Carlin                                          | 44     | Harry Tincknell        | Dallara F312 | Volkswagen    | 10             | [ 16 ] |
| Carlin                                          | 21     | Harry Tincknell        | Dallara F312 | Volkswagen    | 2, 6           | [ 15 ] |
| Carlin                                          | 30     | Harry Tincknell        | Dallara F312 | Volkswagen    | 3, 5           | [ 15 ] |
| CF Racing                                       | 43     | Adderly Fong           | Dallara F311 | Mugen-Honda   | 6              |        |
| Double R Racing                                 | 27     | Fahmi Ilyas            | Dallara F312 | Mercedes-Benz | 2, 6           | [ 15 ] |
| Double R Racing                                 | 36     | Fahmi Ilyas            | Dallara F312 | Mercedes-Benz | 3, 5           | [ 15 ] |
| Double R Racing                                 | 77     | Duvashen Padayachee    | Dallara F309 | Mugen-Honda   | 2, 6           | [ 15 ] |
| Double R Racing                                 | 37     | Duvashen Padayachee    | Dallara F309 | Mugen-Honda   | 5              | [ 15 ] |
| Double R Racing                                 | 26     | Geoff Uhrhane          | Dallara F312 | Mercedes-Benz | 2, 6           | [ 15 ] |
| Double R Racing                                 | 35     | Geoff Uhrhane          | Dallara F312 | Mercedes-Benz | 3, 5           | [ 15 ] |
| Fortec Motorsport                               | 31     | Hannes van Asseldonk   | Dallara F312 | Mercedes-Benz | 1, 5           | [ 15 ] |
| Fortec Motorsport                               | 23     | Hannes van Asseldonk   | Dallara F312 | Mercedes-Benz | 2, 6           | [ 15 ] |
| Fortec Motorsport                               | 03     | Pipo Derani            | Dallara F312 | Mercedes-Benz | 2, 6           | [ 15 ] |
| Fortec Motorsport                               | 38     | Pipo Derani            | Dallara F312 | Mercedes-Benz | 5, 10          | [ 15 ] |
| Fortec Motorsport                               | 33     | Alex Lynn              | Dallara F312 | Mercedes-Benz | 1, 5, 10       | [ 15 ] |
| Fortec Motorsport                               | 36     | Alex Lynn              | Dallara F312 | Mercedes-Benz | 2, 6           | [ 15 ] |
| Fortec Motorsport                               | 32     | Felix Serralles        | Dallara F312 | Mercedes-Benz | 1, 5, 10       | [ 15 ] |
| Fortec Motorsport                               | 04     | Felix Serralles        | Dallara F312 | Mercedes-Benz | 2, 6           | [ 15 ] |
| Jo Zeller Racing                                | 07     | Sandro Zeller          | Dallara F308 | Mercedes-Benz | 1, 3–5, 7–10   | [ 17 ] |
| Jo Zeller Racing                                | 91     | Sandro Zeller          | Dallara F308 | Mercedes-Benz | 2, 6           | [ 17 ] |
| ThreeBond with T-Sport                          | 44     | Pedro Pablo Calbimonte | Dallara F311 | Mugen-Honda   | 6              |        |
| ThreeBond with T-Sport                          | 42     | Spike Goddard          | Dallara F311 | Mugen-Honda   | 2, 5–7         | [ 15 ] |
| ThreeBond with T-Sport                          | 12     | Nick McBride           | Dallara F312 | Nissan        | 2, 6           | [ 15 ] |
| ThreeBond with T-Sport                          | 41     | Nick McBride           | Dallara F312 | Nissan        | 5              | [ 15 ] |
| ThreeBond with T-Sport                          | 43     | Alexander Sims         | Dallara F312 | Nissan        | 7              | [ 18 ] |
| Van Amersfoort Racing                           | 50     | Lucas Auer             | Dallara F312 | Volkswagen    | 10             | [ 19 ] |
| Van Amersfoort Racing                           | 51     | Dennis van de Laar     | Dallara F312 | Volkswagen    | 10             | [ 19 ] |

### Änderungen bei den Fahrern
Die folgende Auflistung enthält alle punkteberechtigten Fahrer, die an der Saison 2012 teilgenommen haben.
Fahrer, die in die europäische Formel-3-Meisterschaft einstiegen bzw. zurückkehrten:
- Emil Bernstorff: Motopark Academy → ma-con Motorsport
- Tom Blomqvist: Deutscher Formel-3-Cup (Performance Racing) → ma-con Motorsport
- William Buller: Britische Formel-3-Meisterschaft (Fortec Motorsport) → Carlin
- Philip Ellis: Formel Lista junior (GU-Racing) → GU-Racing
- Daniel Juncadella: Formel-3-Euroserie (Prema Powerteam) → Prema Powerteam
- Michael Lewis: Italienische Formel-3-Meisterschaft (Prema Powerteam) → Prema Powerteam
- Raffaele Marciello: Italienische Formel-3-Meisterschaft (Prema Powerteam) → Prema Powerteam
- Sven Müller: ADAC-Formel-Masters (ma-con Motorsport) → Prema Powerteam
- Andrea Roda: Italienische Formel-3-Meisterschaft (Prema Powerteam) → Jo Zeller Racing
- Felix Rosenqvist: Formel-3-Euroserie (Mücke Motorsport) → Mücke Motorsport
- Carlos Sainz jr.: Formel Renault 2.0 Eurocup (Koiranen Motorsport) → Carlin
- Luís Sá Silva: Formula Pilota China Series (Asia Racing Team) → Angola Racing Team
- Pascal Wehrlein: ADAC-Formel-Masters (Mücke Motorsport) → Mücke Motorsport
- Lucas Wolf: ADAC-Formel-Masters (URD Rennsport) → URD Rennsport

## Rennkalender
Der Rennkalender umfasste zehn Veranstaltungen mit je zwei Rennen. Die Veranstaltung auf dem Norisring gehörte zur Formel-3-Euroserie und zur britischen Formel-3-Meisterschaft. Sie wurde im Rahmenprogramm der DTM ausgetragen. Darüber hinaus gehörten sieben Veranstaltungen zur Formel-3-Euroserie, die im Rahmenprogramm der DTM waren. Die Veranstaltungen in Pau und Spa-Francorchamps, wo der Grand Prix de Pau bzw. die Blancpain Endurance Series die Hauptveranstaltungen waren, gehörten zur britischen Formel-3-Meisterschaft.
| Nr. | Datum         | Rennstrecke                                      | Sieger             | Zweiter           | Dritter            | Pole-Position      | Schnellste Rennrunde |
| --- | ------------- | ------------------------------------------------ | ------------------ | ----------------- | ------------------ | ------------------ | -------------------- |
| 01. | 28. April     | Hockenheimring Baden-Württemberg (Hockenheim)    | Daniel Juncadella  | Carlos Sainz jr.  | Felix Rosenqvist   | Carlos Sainz jr.   | Daniel Juncadella    |
| 02. | 29. April     | Hockenheimring Baden-Württemberg (Hockenheim)    | Daniel Juncadella  | Carlos Sainz jr.  | Felix Rosenqvist   | Carlos Sainz jr.   | Carlos Sainz jr.     |
| 03. | 12. Mai       | Circuit de Pau-Ville (Pau)                       | Raffaele Marciello | Jazeman Jaafar    | Alex Lynn          | Raffaele Marciello | Raffaele Marciello   |
| 04. | 13. Mai       | Circuit de Pau-Ville (Pau)                       | Raffaele Marciello | Carlos Sainz jr.  | Jazeman Jaafar     | Raffaele Marciello | Raffaele Marciello   |
| 05. | 19. Mai       | Brands Hatch (Fawkham)                           | Raffaele Marciello | Daniel Juncadella | Michael Lewis      | Daniel Juncadella  | Raffaele Marciello   |
| 06. | 20. Mai       | Brands Hatch (Fawkham)                           | Raffaele Marciello | William Buller    | Michael Lewis      | Daniel Juncadella  | Raffaele Marciello   |
| 07. | 02. Juni      | Red Bull Ring (Spielberg)                        | Raffaele Marciello | Pascal Wehrlein   | Jazeman Jaafar     | William Buller     | Raffaele Marciello   |
| 08. | 03. Juni      | Red Bull Ring (Spielberg)                        | Daniel Juncadella  | William Buller    | Sven Müller        | Felix Rosenqvist   | Daniel Juncadella    |
| 09. | 30. Juni      | Norisring (Nürnberg)                             | –                  | William Buller    | Emil Bernstorff    | Raffaele Marciello | Raffaele Marciello   |
| 10. | 01. Juli      | Norisring (Nürnberg)                             | Raffaele Marciello | Daniel Juncadella | Felix Serralles    | Pascal Wehrlein    | Hannes van Asseldonk |
| 11. | 27. Juli      | Circuit de Spa-Francorchamps (Spa-Francorchamps) | Felix Serralles    | Daniel Juncadella | Carlos Sainz jr.   | Felix Serralles    | Felix Serralles      |
| 12. | 28. Juli      | Circuit de Spa-Francorchamps (Spa-Francorchamps) | Carlos Sainz jr.   | Tom Blomqvist     | Felix Serralles    | Felix Serralles    | Carlos Sainz jr.     |
| 13. | 18. August    | Nürburgring (Nürburg)                            | Daniel Juncadella  | Sven Müller       | Pascal Wehrlein    | Daniel Juncadella  | Daniel Juncadella    |
| 14. | 19. August    | Nürburgring (Nürburg)                            | Pascal Wehrlein    | William Buller    | Jazeman Jaafar     | Daniel Juncadella  | Alexander Sims       |
| 15. | 25. August    | Circuit Park Zandvoort (Zandvoort)               | Felix Rosenqvist   | Sven Müller       | Michael Lewis      | Sven Müller        | Felix Rosenqvist     |
| 16. | 26. August    | Circuit Park Zandvoort (Zandvoort)               | Daniel Juncadella  | William Buller    | Pascal Wehrlein    | Sven Müller        | Daniel Juncadella    |
| 17. | 29. September | Circuit Ricardo Tormo (Cheste)                   | Raffaele Marciello | Daniel Juncadella | Tom Blomqvist      | Raffaele Marciello | Daniel Juncadella    |
| 18. | 30. September | Circuit Ricardo Tormo (Cheste)                   | Felix Rosenqvist   | Daniel Juncadella | Raffaele Marciello | Daniel Juncadella  | Felix Rosenqvist     |
| 19. | 20. Oktober   | Hockenheimring Baden-Württemberg (Hockenheim)    | Felix Rosenqvist   | Pascal Wehrlein   | Raffaele Marciello | Felix Rosenqvist   | Felix Rosenqvist     |
| 20. | 21. Oktober   | Hockenheimring Baden-Württemberg (Hockenheim)    | Felix Rosenqvist   | Pascal Wehrlein   | Alex Lynn          | Felix Rosenqvist   | Pascal Wehrlein      |

Anmerkungen
1. 1 2 3 4 5 6 7 8 9  Dieser Fahrer ist nicht punkteberechtigt.
2. ↑  Daniel Juncadella erreichte als Erster das Ziel, wurde aber nachträglich aus der Wertung genommen. Die anderen Piloten rückten nicht nach.

## Wertung

### Punktesystem
Bei jedem Rennen bekamen die ersten zehn des Rennens 25, 18, 15, 12, 10, 8, 6, 4, 2 bzw. 1 Punkt(e).

### Fahrerwertung
| 01                                       | D. Juncadella    | 1   | 1   | DNF | 4   | 2   | 8   | 7   | 1   | DSQ | 2   | 2   | 8   | 1   | DSQ | 6   | 1   | 2   | 2   | 13* | 4   | 252,0  |
| 02                                       | R. Marciello     | 6   | 17  | 1   | 1   | 1   | 1   | 1   | 8   | 22* | 1   | 11  | 14  | 6   | DNF | 4   | DNF | 1   | 3   | 3   | 8   | 228,5  |
| 03                                       | F. Rosenqvist    | 3   | 3   | 4   | 6   | 7   | DNF | 9   | 11  | 6   | 14  | 9   | DNF | 4   | DNF | 1   | 4   | 13  | 1   | 1   | 1   | 192,0  |
| 04                                       | P. Wehrlein      | DNF | 8   | DNF | 9   | 5   | 5   | 2   | 4   | 7   | DNF | 14  | 12  | 3   | 1   | 7   | 3   | 5   | 4   | 2   | 2   | 181,0  |
| 05                                       | C. Sainz         | 2   | 2   | 6   | 2   | 4   | 4   | DNF | 5   | DNF | 19  | 3   | 1   | 7   | 10  | 11  | 5   | DNF | 6   | DNF | 11  | 161,0  |
| 06                                       | W. Buller        | 4   | 6   |     |     | 15  | 2   | 8   | 2   | 2   | 18  |     |     | 10  | 2   | 8   | 2   | 6   | 9   | 6   | DNF | 137,0  |
| 07                                       | T. Blomqvist     | 7   | 11  | 13  | 21  | 10  | 7   | 5   | 7   | 10  | 7   | 10  | 2   | 9   | 5   | 5   | DNF | 3   | 5   | 4   | 7   | 117,0  |
| 08                                       | S. Müller        | 15  | 5   | 12  | 10  | 6   | 10  | 4   | 3   | 9   | 11  | 12  | DNF | 2   | DNF | 2   | DNF | 7   | 13  | 5   | 6   | 109,0  |
| 09                                       | M. Lewis         | 9   | DNF | 10  | 11  | 3   | 3   | 6   | 6   | DNF | 8   | 7   | 5   | 15  | 6   | 3   | DNF | 8   | 8   | 9   | 10  | 101,0  |
| 10                                       | E. Bernstorff    | 11  | 12  | DNF | 13  | 11  | 9   | 11  | 14  | 3   | 4   | 17  | 10  | 11  | 4   | 9   | 6   | 4   | 7   | 11  | 9   | 66,0   |
| 11                                       | L. Wolf          | 8   | 15  |     |     | DNF | 13  | 13  | 12  | DNF | 22  | 20  | 13  | 12  | 8   | 10  | 7   | 11  | 12  | 8   | 15  | 19,0   |
| 12                                       | A. Roda          | DNF | 14  | 19  | DNF | 14  | 11  | 10  | DNF | 16  | 13  | 19  | 16  | 13  | DNF | 13  | 8   | 9   | 10  | 12  | 13  | 8,0    |
| 13                                       | L. Sá Silva      | 13  | 13  |     |     | DNS | DNS | 12  | DNF | 15  | 16  | 26  | 20  | 14  | 7   | 14* | DNF | 10  | 14  | DNF | 12  | 7,0    |
| 14                                       | P. Ellis         | 14  | 16  |     |     |     |     | 14  | 13  | DNF | DNF |     |     |     |     |     |     |     |     |     |     | 0,0    |
| Fahrer, die nicht punkteberechtigt waren |                  |     |     |     |     |     |     |     |     |     |     |     |     |     |     |     |     |     |     |     |     |        |
| —                                        | J. Jaafar        |     |     | 2   | 3   | 8   | DNF | 3   | 10  | 18  | DNF | 5   | 4   | 5   | 3   |     |     |     |     |     |     | (97,0) |
| —                                        | F. Serralles     | DNF | 9   | 8   | 19  |     |     |     |     | 5   | 3   | 1   | 3   |     |     |     |     |     |     | 16* | 5   | (73,5) |
| —                                        | A. Lynn          | 10  | 4   | 3   | 7   |     |     |     |     | 19  | 9   | 6   | 11  |     |     |     |     |     |     | DNF | 3   | (58,0) |
| —                                        | J. Harvey        |     |     | 5   | 8   |     |     |     |     | 14  | DNF | 4   | 6   |     |     |     |     |     |     |     |     | (34,0) |
| —                                        | H. van Asseldonk | 5   | 7   | 11  | DNF |     |     |     |     | 20  | 5   | 23  | 18  |     |     |     |     |     |     |     |     | (21,0) |
| —                                        | P. Derani        |     |     | DNF | 5   |     |     |     |     | DNF | 21  | 8   | 7   |     |     |     |     |     |     | 10  | DNF | (21,0) |
| —                                        | H. Tincknell     |     |     | 7   | DNF | DNF | 6   |     |     | 8   | 10  | 13  | 9   |     |     |     |     |     |     |     |     | (20,5) |
| —                                        | P. Fantin        |     |     | 14  | 12  |     |     |     |     | 4   | 6   | 16  | 19  |     |     |     |     |     |     |     |     | (16,0) |
| —                                        | S. Zeller        | 12  | 10  | 18  | 16  | 13  | 14  | 15  | 9   | 11  | 23  | 22  | 25  | 16  | 9   | 12  | 9   | 12  | 11  | 15  | 14  | (7,0)  |
| —                                        | L. Auer          |     |     |     |     |     |     |     |     |     |     |     |     |     |     |     |     |     |     | 7   | DNF | (6,0)  |
| —                                        | A. Sims          |     |     |     |     |     |     |     |     |     |     |     |     | 8   | 12  |     |     |     |     |     |     | (4,0)  |
| —                                        | F. Ilyas         |     |     | 9   | 15  | 9   | 15* |     |     | DNF | 12  | 21  | 21  |     |     |     |     |     |     |     |     | (4,0)  |
| —                                        | S. Goddard       |     |     | 17  | 20  |     |     |     |     | 17  | 17  | 28  | 23  | 17  | 11  |     |     |     |     |     |     | (0,0)  |
| —                                        | G. Uhrhane       |     |     | 16  | 18  | 12  | 12  |     |     | 12  | DNF | 15  | DNF |     |     |     |     |     |     |     |     | (0,0)  |
| —                                        | N. McBride       |     |     | 15  | 14  |     |     |     |     | 13  | 15  | 18  | 15  |     |     |     |     |     |     |     |     | (0,0)  |
| —                                        | D. van de Laar   |     |     |     |     |     |     |     |     |     |     |     |     |     |     |     |     |     |     | 14  | 16  | (0,0)  |
| —                                        | D. Padayachee    |     |     | DNS | 17  |     |     |     |     | 21  | 20  | 25  | 24  |     |     |     |     |     |     |     |     | (0,0)  |
| —                                        | A. Fong          |     |     |     |     |     |     |     |     |     |     | 27  | 17  |     |     |     |     |     |     |     |     | (0,0)  |
| —                                        | P. Calbimonte    |     |     |     |     |     |     |     |     |     |     | 29  | 22  |     |     |     |     |     |     |     |     | (0,0)  |
| —                                        | R. Bradley       |     |     |     |     |     |     |     |     |     |     | 24  | DNF |     |     |     |     |     |     |     |     | (0,0)  |
| —                                        | F. Nasr          |     |     |     |     |     |     |     |     |     |     |     |     |     |     |     |     |     |     | DNF | DNS | (0,0)  |
| Pos.                                     | Fahrer           | HOC | HOC | PAU | PAU | BRH | BRH | SPI | SPI | NOR | NOR | SPA | SPA | NÜR | NÜR | ZAN | ZAN | VAL | VAL | HOC | HOC | Punkte |

| Farbe                        | Bedeutung                               | Bedeutung |
| ---------------------------- | --------------------------------------- | --- |
| Gold                         | Sieger                                  | Sieger |
| Silber                       | 2. Platz                                | 2. Platz |
| Bronze                       | 3. Platz                                | 3. Platz |
| Grün                         | Platzierung in den Punkten              | Platzierung in den Punkten |
| Blau                         | Klassifiziert außerhalb der Punkteränge | Klassifiziert außerhalb der Punkteränge                                                                                         |
| Violett                      | Rennen nicht beendet (DNF)              | Rennen nicht beendet (DNF) |
| Violett                      | nicht klassifiziert (NC)                | |
| Rot                          | nicht qualifiziert (DNQ)                | nicht qualifiziert (DNQ) |
| Schwarz                      | disqualifiziert (DSQ)                   | disqualifiziert (DSQ) |
| Weiß                         | nicht am Start (DNS)                    | nicht am Start (DNS) |
| Weiß                         | zurückgezogen (WD)                      | |
| Weiß                         | Rennen abgesagt (C)                     | |
| Blanko                       | nicht teilgenommen                      | nicht teilgenommen |
| Blanko                       | verletzt oder krank (INJ)               | |
| Blanko                       | ausgeschlossen (EX)                     | |
| sonstige Formate und Zeichen | P/fett                                  | Pole-Position |
| sonstige Formate und Zeichen | kursiv                                  | Schnellste Rennrunde (in der GP2-Serie/FIA-Formel-2-Meisterschaft ab 2008 für die schnellste Rennrunde der besten zehn Piloten) |
| sonstige Formate und Zeichen | *                                       | nicht im Ziel, aufgrund der zurückgelegten Distanz aber gewertet                                                                |
| sonstige Formate und Zeichen | unterstrichen                           | Führender in der Gesamtwertung                                                                                                  |

| Weitere Notation |                      |
| Fett             | Pole-Position        |
| Kursiv           | Schnellste Rennrunde |

| Farbe                        | Bedeutung                               | Bedeutung |
| ---------------------------- | --------------------------------------- | --- |
| Gold                         | Sieger                                  | Sieger |
| Silber                       | 2. Platz                                | 2. Platz |
| Bronze                       | 3. Platz                                | 3. Platz |
| Grün                         | Platzierung in den Punkten              | Platzierung in den Punkten |
| Blau                         | Klassifiziert außerhalb der Punkteränge | Klassifiziert außerhalb der Punkteränge                                                                                         |
| Violett                      | Rennen nicht beendet (DNF)              | Rennen nicht beendet (DNF) |
| Violett                      | nicht klassifiziert (NC)                | |
| Rot                          | nicht qualifiziert (DNQ)                | nicht qualifiziert (DNQ) |
| Schwarz                      | disqualifiziert (DSQ)                   | disqualifiziert (DSQ) |
| Weiß                         | nicht am Start (DNS)                    | nicht am Start (DNS) |
| Weiß                         | zurückgezogen (WD)                      | |
| Weiß                         | Rennen abgesagt (C)                     | |
| Blanko                       | nicht teilgenommen                      | nicht teilgenommen |
| Blanko                       | verletzt oder krank (INJ)               | |
| Blanko                       | ausgeschlossen (EX)                     | |
| sonstige Formate und Zeichen | P/fett                                  | Pole-Position |
| sonstige Formate und Zeichen | kursiv                                  | Schnellste Rennrunde (in der GP2-Serie/FIA-Formel-2-Meisterschaft ab 2008 für die schnellste Rennrunde der besten zehn Piloten) |
| sonstige Formate und Zeichen | *                                       | nicht im Ziel, aufgrund der zurückgelegten Distanz aber gewertet                                                                |
| sonstige Formate und Zeichen | unterstrichen                           | Führender in der Gesamtwertung                                                                                                  |

| Weitere Notation |                      |
| Fett             | Pole-Position        |
| Kursiv           | Schnellste Rennrunde |

- Beim zweiten Rennen auf dem Norisring wurden nur halbe Punkte vergeben, da das Rennen vorzeitig abgebrochen wurde und nicht die zur vollen Punktzahl notwendige Distanz absolviert worden war.